# Regionale Staatliche Bibliotheken

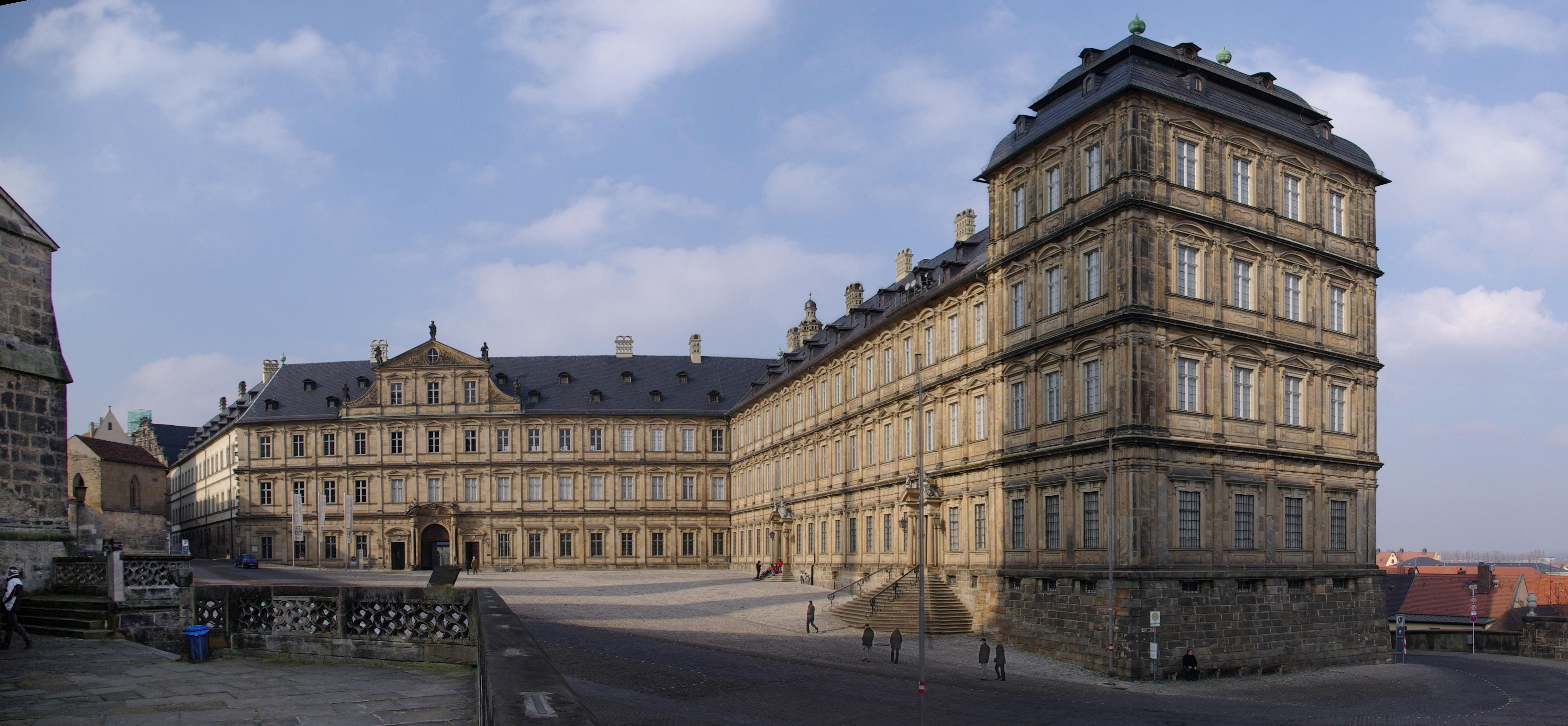
Die Staatsbibliothek Bamberg in der Neuen Residenz am Domplatz ist die größte aller zehn Regionalbibliotheken und gehört zu den größten Bibliotheken in Bayern.

Die Regionalen Staatlichen Bibliotheken sind Teil des wissenschaftlichen Bibliothekswesens im Freistaat Bayern. Zu ihren Kernaufgaben gehört die Versorgung mit wissenschaftlicher Literatur ihrer jeweiligen Region und das Sammeln der Literatur, die sich mit ihrer jeweiligen Region beschäftigt. Organisatorisch gehören sie zum Geschäftsbereich des Bayerischen Staatsministerium für Wissenschaft und Kunst und sind der Bayerischen Staatsbibliothek als Mittelbehörde nachgeordnet. Zusammen besitzen die Bibliotheken rund 2,5 Millionen Bände, davon 19.000 Handschriften und Autographen, 10.000 Drucke des 15. Jahrhunderts, außerdem 5.100 laufende Zeitschriften.
Zu ihnen zählen die folgenden Einrichtungen:
- Provinzialbibliothek Amberg (Staatliche Bibliothek Amberg) in Amberg
- Staatliche Bibliothek Ansbach (Schlossbibliothek) in Ansbach
- Hofbibliothek Aschaffenburg in Aschaffenburg
- Staats- und Stadtbibliothek Augsburg in Augsburg mit Pflichtexemplarrecht für Schwaben
- Staatsbibliothek Bamberg in Bamberg mit Pflichtexemplarrecht für Oberfranken
- Landesbibliothek Coburg in Coburg
- Studienbibliothek Dillingen in Dillingen an der Donau
- Staatliche Bibliothek Neuburg an der Donau in Neuburg an der Donau
- Staatliche Bibliothek Passau in Passau mit Pflichtexemplarrecht für Niederbayern
- Staatliche Bibliothek Regensburg in Regensburg mit Pflichtexemplarrecht für die Oberpfalz